# 三甲基铟
三甲基铟，简称TMI 或TMIn，是一种有机铟化合物，化学式 In(CH3)3。它是无色、可自燃的固体。它的结构不像三甲基铝，但与三甲基镓类似，三甲基铟是单体。

## 制备
三甲基铟可以由三氯化铟和甲基锂反应而成。
InCl3 + 3 LiMe → Me3In.OEt2  + 3 LiCl

## 性质
相较于三甲基铝和三甲基镓，InMe3 是一种较弱的路易斯酸。它与仲胺和仲膦形成加合物。它和一种三嗪配体 (PriNCH2)3 形成的配合物含有六配位铟， C-In-C 键角为 114°-117°。它与三齿配体形成三个长键，N-In-N 角为 48.6°，长 In-N 键的键长为 278 pm。

## 结构
气态的InMe3 是单体，为平面三角形结构。它在苯溶液中是四聚体。 
在固态时，三甲基铟有两种结构，一种是四方晶系的。另一种是2005年发现，密度较低的三方晶系，可以由 InMe3 在己烷重结晶而成。
四方的InMe3的苯溶液是四聚体，在这些四聚体之间有桥接原子连接。每个铟原子都是五配位的，为扭曲三角双锥结构。三个最短的键的键长为 216 pm 都在水平方向，而轴向的In-C 键较长，为 308 pm（四聚体里的 InMe3）或 356 pm（四聚体和四聚体之间的桥接键）。 固态GaMe3 和TlMe3也有类似的结构。三甲基铟的固态结构使得它的熔点（89°-89.8 °C）比三乙基铟（-32 °C）大得多。
三方的InMe3则是环状六聚体，结构为环己烷构象。其中的铟原子也是五配位，In-C 平均键长为 216.7 pm ，几乎和四方晶系一样。它的轴向键则为302.8 pm（这些键将InMe3单体连接为六聚体）或 313.4 pm（六聚体和六聚体之间的桥接键）。

## 危险性
三甲基铟会自燃。